# 창사 학원
창사 학원(长沙学院)은 중화인민공화국의 공립 대학교이다.

## 연혁
1970년 첫 개교되어 현재에 이르고 있다.